# Кубок Футбольной лиги 1974/1975
Кубок Футбольной лиги 1974/75 (англ. 1974–75 Football League Cup) стал пятнадцатым розыгрышем Кубка Футбольной лиги, клубного турнира на выбывание для английских и валлийских футбольных клубов, выступавших в Футбольной лиге Англии. Турнир прошёл с 19 августа 1974 года по 1 марта 1975 года.
Победу в турнире одержал клуб Второго дивизиона «Астон Вилла», обыгравший другой клуб Второго дивизиона «Норвич Сити» в финальном матче на стадионе «Уэмбли» в Лондоне. Благодаря победе в Кубке Футбольной лиги «Вилла» квалифицировалась в Кубок УЕФА следующего сезона.

## Первый раунд

### Матчи
| Хозяева           | Счёт | Гости                    | Дата            |
| ----------------- | ---- | ------------------------ | --------------- |
| Барнсли           | 0:1  | Галифакс Таун            | 20 августа 1974 |
| Брэдфорд Сити     | 2:1  | Дарлингтон               | 20 августа 1974 |
| Брентфорд         | 3:0  | Олдершот                 | 21 августа 1974 |
| Бристоль Сити     | 2:1  | Кардифф Сити             | 19 августа 1974 |
| Бристоль Роверс   | 0:0  | Плимут Аргайл            | 20 августа 1974 |
| Бери              | 2:0  | Олдем Атлетик            | 20 августа 1974 |
| Чарльтон Атлетик  | 4:0  | Питерборо Юнайтед        | 20 августа 1974 |
| Честер            | 2:1  | Уолсолл                  | 21 августа 1974 |
| Честерфилд        | 3:0  | Гримсби Таун             | 21 августа 1974 |
| Колчестер Юнайтед | 1:0  | Оксфорд Юнайтед          | 20 августа 1974 |
| Донкастер Роверс  | 2:1  | Мансфилд Таун            | 20 августа 1974 |
| Эксетер Сити      | 3:1  | Суонси Сити              | 21 августа 1974 |
| Джиллингем        | 1:1  | Борнмут                  | 21 августа 1974 |
| Херефорд Юнайтед  | 1:1  | Шрусбери Таун            | 21 августа 1974 |
| Ньюпорт Каунти    | 1:0  | Торки Юнайтед            | 20 августа 1974 |
| Нортгемптон Таун  | 1:0  | Порт Вейл                | 20 августа 1974 |
| Престон Норт Энд  | 1:0  | Рочдейл                  | 20 августа 1974 |
| Рединг            | 0:0  | Брайтон энд Хоув Альбион | 21 августа 1974 |
| Ротерем Юнайтед   | 1:1  | Линкольн Сити            | 20 августа 1974 |
| Сканторп Юнайтед  | 1:0  | Шеффилд Уэнсдей          | 20 августа 1974 |
| Саутенд Юнайтед   | 2:0  | Кембридж Юнайтед         | 21 августа 1974 |
| Саутпорт          | 0:2  | Транмир Роверс           | 21 августа 1974 |
| Стокпорт Каунти   | 0:2  | Блэкберн Роверс          | 21 августа 1974 |
| Суиндон Таун      | 0:1  | Портсмут                 | 20 августа 1974 |
| Уотфорд           | 1:1  | Кристал Пэлас            | 21 августа 1974 |
| Уэркингтон        | 1:2  | Хартлпул                 | 21 августа 1974 |
| Рексем            | 1:2  | Кру Александра           | 20 августа 1974 |
| Йорк Сити         | 0:2  | Хаддерсфилд Таун         | 21 августа 1974 |

### Переигровки
| Хозяева                  | Счёт | Гости            | Дата            |
| ------------------------ | ---- | ---------------- | --------------- |
| Борнмут                  | 1:1  | Джиллингем       | 28 августа 1974 |
| Брайтон энд Хоув Альбион | 2:2  | Рединг           | 28 августа 1974 |
| Кристал Пэлас            | 5:1  | Уотфорд          | 27 августа 1974 |
| Линкольн Сити            | 1:1  | Ротерем Юнайтед  | 28 августа 1974 |
| Плимут Аргайл            | 0:1  | Бристоль Роверс  | 27 августа 1974 |
| Шрусбери Таун            | 0:1  | Херефорд Юнайтед | 27 августа 1974 |

### Вторые переигровки
| Хозяева         | Счёт | Гости                    | Дата            |
| --------------- | ---- | ------------------------ | --------------- |
| Джиллингем      | 1:2  | Борнмут                  | 3 сентября 1974 |
| Рединг          | 0:0  | Брайтон энд Хоув Альбион | 3 сентября 1974 |
| Ротерем Юнайтед | 2:1  | Линкольн Сити            | 3 сентября 1974 |

### Третья переигровка
| Хозяева                  | Счёт | Гости  | Дата            |
| ------------------------ | ---- | ------ | --------------- |
| Брайтон энд Хоув Альбион | 2:3  | Рединг | 5 сентября 1974 |

## Второй раунд

### Матчи
| Хозяева                 | Счёт | Гости             | Дата             |
| ----------------------- | ---- | ----------------- | ---------------- |
| Арсенал                 | 1:1  | Лестер Сити       | 10 сентября 1974 |
| Астон Вилла             | 1:1  | Эвертон           | 11 сентября 1974 |
| Болтон Уондерерс        | 0:0  | Норвич Сити       | 10 сентября 1974 |
| Борнмут                 | 1:1  | Хартлпул          | 11 сентября 1974 |
| Брэдфорд Сити           | 0:1  | Карлайл Юнайтед   | 11 сентября 1974 |
| Бери                    | 2:0  | Донкастер Роверс  | 10 сентября 1974 |
| Челси                   | 4:2  | Ньюпорт Каунти    | 11 сентября 1974 |
| Честер                  | 3:1  | Блэкпул           | 11 сентября 1974 |
| Ковентри Сити           | 1:2  | Ипсвич Таун       | 10 сентября 1974 |
| Кру Александра          | 2:1  | Бирмингем Сити    | 11 сентября 1974 |
| Кристал Пэлас           | 1:4  | Бристоль Сити     | 10 сентября 1974 |
| Эксетер Сити            | 0:1  | Херефорд Юнайтед  | 11 сентября 1974 |
| Хаддерсфилд Таун        | 1:1  | Лидс Юнайтед      | 10 сентября 1974 |
| Халл Сити               | 1:2  | Бернли            | 11 сентября 1974 |
| Ливерпуль               | 2:1  | Брентфорд         | 10 сентября 1974 |
| Лутон Таун              | 1:0  | Бристоль Роверс   | 11 сентября 1974 |
| Манчестер Сити          | 6:0  | Сканторп Юнайтед  | 10 сентября 1974 |
| Манчестер Юнайтед       | 5:1  | Чарльтон Атлетик  | 11 сентября 1974 |
| Нортгемптон Таун        | 2:2  | Блэкберн Роверс   | 10 сентября 1974 |
| Ноттингем Форест        | 1:1  | Ньюкасл Юнайтед   | 10 сентября 1974 |
| Портсмут                | 1:5  | Дерби Каунти      | 11 сентября 1974 |
| Престон Норт Энд        | 2:0  | Сандерленд        | 10 сентября 1974 |
| Куинз Парк Рейнджерс    | 1:1  | Ориент            | 10 сентября 1974 |
| Рединг                  | 4:2  | Ротерем Юнайтед   | 11 сентября 1974 |
| Шеффилд Юнайтед         | 3:1  | Честерфилд        | 10 сентября 1974 |
| Саутгемптон             | 1:0  | Ноттс Каунти      | 10 сентября 1974 |
| Саутенд Юнайтед         | 0:2  | Колчестер Юнайтед | 11 сентября 1974 |
| Сток Сити               | 3:0  | Галифакс Таун     | 11 сентября 1974 |
| Тоттенхэм Хотспур       | 0:4  | Мидлсбро          | 11 сентября 1974 |
| Транмир Роверс          | 0:0  | Вест Хэм Юнайтед  | 11 сентября 1974 |
| Вест Бромвич Альбион    | 1:0  | Миллуолл          | 10 сентября 1974 |
| Вулверхэмптон Уондерерс | 1:3  | Фулхэм            | 11 сентября 1974 |

### Переигровки
| Хозяева          | Счёт | Гости                | Дата             |
| ---------------- | ---- | -------------------- | ---------------- |
| Блэкберн Роверс  | 1:0  | Нортгемптон Таун     | 18 сентября 1974 |
| Эвертон          | 0:3  | Астон Вилла          | 18 сентября 1974 |
| Хартлпул         | 2:2  | Борнмут              | 18 сентября 1974 |
| Лидс Юнайтед     | 1:1  | Хаддерсфилд Таун     | 24 сентября 1974 |
| Лестер Сити      | 2:1  | Арсенал              | 18 сентября 1974 |
| Ориент           | 0:3  | Куинз Парк Рейнджерс | 17 сентября 1974 |
| Ньюкасл Юнайтед  | 3:0  | Ноттингем Форест     | 25 сентября 1974 |
| Норвич Сити      | 3:1  | Болтон Уондерерс     | 17 сентября 1974 |
| Вест Хэм Юнайтед | 6:0  | Транмир Роверс       | 18 сентября 1974 |

### Вторые переигровки
| Хозяева      | Счёт | Гости            | Дата             |
| ------------ | ---- | ---------------- | ---------------- |
| Борнмут      | 1:1  | Хартлпул         | 23 сентября 1974 |
| Лидс Юнайтед | 2:1  | Хаддерсфилд Таун | 7 октября 1974   |

### Третья переигровка
| Хозяева  | Счёт | Гости   | Дата             |
| -------- | ---- | ------- | ---------------- |
| Хартлпул | 1:0  | Борнмут | 26 сентября 1974 |

## Третий раунд

### Матчи
| Хозяева              | Счёт | Гости            | !Дата          |
| -------------------- | ---- | ---------------- | -------------- |
| Бристоль Сити        | 0:0  | Ливерпуль        | 8 октября 1974 |
| Бери                 | 1:2  | Лидс Юнайтед     | 9 октября 1974 |
| Челси                | 2:2  | Сток Сити        | 9 октября 1974 |
| Честер               | 1:0  | Престон Норт Энд | 9 октября 1974 |
| Колчестер Юнайтед    | 2:0  | Карлайл Юнайтед  | 9 октября 1974 |
| Кру Александра       | 2:2  | Астон Вилла      | 9 октября 1974 |
| Фулхэм               | 2:1  | Вест Хэм Юнайтед | 8 октября 1974 |
| Хартлпул             | 1:1  | Блэкберн Роверс  | 9 октября 1974 |
| Ипсвич Таун          | 4:1  | Херефорд Юнайтед | 8 октября 1974 |
| Манчестер Юнайтед    | 1:0  | Манчестер Сити   | 9 октября 1974 |
| Мидлсбро             | 1:0  | Лестер Сити      | 8 октября 1974 |
| Куинз Парк Рейнджерс | 0:4  | Ньюкасл Юнайтед  | 8 октября 1974 |
| Рединг               | 1:2  | Бернли           | 9 октября 1974 |
| Шеффилд Юнайтед      | 2:0  | Лутон Таун       | 8 октября 1974 |
| Саутгемптон          | 5:0  | Дерби Каунти     | 8 октября 1974 |
| Вест Бромвич Альбион | 1:1  | Норвич Сити      | 9 октября 1974 |

### Переигровки
| Хозяева         | Счёт | Гости                | Дата            |
| --------------- | ---- | -------------------- | --------------- |
| Астон Вилла     | 1:0  | Кру Александра       | 16 октября 1974 |
| Блэкберн Роверс | 1:2  | Хартлпул             | 16 октября 1974 |
| Ливерпуль       | 4:0  | Бристоль Сити        | 16 октября 1974 |
| Норвич Сити     | 2:0  | Вест Бромвич Альбион | 16 октября 1974 |
| Сток Сити       | 1:1  | Челси                | 16 октября 1974 |

### Вторая переигровка
| Хозяева   | Счёт | Гости | Дата            |
| --------- | ---- | ----- | --------------- |
| Сток Сити | 6:2  | Челси | 22 октября 1974 |

## Четвёртый раунд

### Матчи
| Хозяева           | Счёт | Гости        | Дата           |
| ----------------- | ---- | ------------ | -------------- |
| Честер            | 3:0  | Лидс Юнайтед | 13 ноября 1974 |
| Колчестер Юнайтед | 0:0  | Саутгемптон  | 13 ноября 1974 |
| Хартлпул          | 1:1  | Астон Вилла  | 12 ноября 1974 |
| Ипсвич Таун       | 2:1  | Сток Сити    | 12 ноября 1974 |
| Ливерпуль         | 0:1  | Мидлсбро     | 12 ноября 1974 |
| Манчестер Юнайтед | 3:2  | Бернли       | 13 ноября 1974 |
| Ньюкасл Юнайтед   | 3:0  | Фулхэм       | 13 ноября 1974 |
| Шеффилд Юнайтед   | 2:2  | Норвич Сити  | 12 ноября 1974 |

### Переигровки
| Хозяева     | Счёт | Гости             | Дата           |
| ----------- | ---- | ----------------- | -------------- |
| Астон Вилла | 6:1  | Хартлпул          | 25 ноября 1974 |
| Норвич Сити | 2:1  | Шеффилд Юнайтед   | 27 ноября 1974 |
| Саутгемптон | 0:1  | Колчестер Юнайтед | 25 ноября 1974 |

## Пятый раунд

### Матчи
| Хозяева           | Счёт | Гости             | Дата           |
| ----------------- | ---- | ----------------- | -------------- |
| Колчестер Юнайтед | 1:2  | Астон Вилла       | 3 декабря 1974 |
| Мидлсбро          | 0:0  | Манчестер Юнайтед | 4 декабря 1974 |
| Ньюкасл Юнайтед   | 0:0  | Честер            | 4 декабря 1974 |
| Норвич Сити       | 1:1  | Ипсвич Таун       | 4 декабря 1974 |

### Переигровки
| Хозяева           | Счёт | Гости           | Дата            |
| ----------------- | ---- | --------------- | --------------- |
| Честер            | 1:0  | Ньюкасл Юнайтед | 18 декабря 1974 |
| Ипсвич Таун       | 1:2  | Норвич Сити     | 10 декабря 1974 |
| Манчестер Юнайтед | 3:0  | Мидлсбро        | 18 декабря 1974 |

## Полуфиналы

### Первые матчи
| Хозяева           | Счёт | Гости       | Дата           |
| ----------------- | ---- | ----------- | -------------- |
| Честер            | 2:2  | Астон Вилла | 15 января 1975 |
| Манчестер Юнайтед | 2:2  | Норвич Сити | 15 января 1975 |

### Ответные матчи
| Хозяева     | Счёт | Гости             | Дата           | Сумм. |
| ----------- | ---- | ----------------- | -------------- | ----- |
| Астон Вилла | 3:2  | Честер            | 22 января 1975 | 5:4   |
| Норвич Сити | 1:0  | Манчестер Юнайтед | 22 января 1975 | 3:2   |

## Финал
Финал прошёл на лондонском стадионе «Уэмбли» 1 марта 1975 года.
| Астон Вилла | 1:0 | Норвич Сити |
| ----------- | --- | ----------- |
| Грейдон 81′ |     |             |